# Vysoká (Prešov)
Vysoká é um município da Eslováquia, situado no distrito de Sabinov, na região de Prešov. Tem 6,86 km² de área e sua população em 2018 foi estimada em 121 habitantes.

## Demografia
| Ano:        | 1994 | 2004    | 2014    | 2024    |
| ----------- | ---- | ------- | ------- | ------- |
| Broj ljudi: | 177  | 150     | 134     | 115     |
| Razlika:    |      | -15,25% | -10,66% | -14,17% |

| Ano:               | 2023 | 2024   |
| ------------------ | ---- | ------ |
| Número de pessoas: | 117  | 115    |
| Diferença:         |      | -1,70% |